# 1056-os busz
Az 1056-os jelzésű autóbuszvonal egy Budapest és Miskolc között közlekedő országos járat volt, amelyet a Borsod Volán Zrt. üzemeltetett péntektől vasárnapig, az M3-as autópályán és Mezőkövesd érintésével.

## Útvonala
Budapest Stadion autóbusz-pályaudvarról indult. A Hungária körúton haladt az M3-as bevezető felé. Az autópályán 125 kilométert tartózkodott, aztán Mezőkövesd határában tért le róla. Első megállója a járásközpont autóbusz állomása volt, 3 percet várakozott itt. A 3-as főúton húzódott a maradék útvonala. Bükkábrány következett, majd Vatta. Ezt követte Emőd városa, aztán Nyékládháza, és a szomszédos Mályi. 11 perc múlva már Borsod-Abaúj-Zemplén megyeszékhelyén volt, Miskolcon. A miskolctapolcai elágazásban a vonal szintúgy kettészakadt, mint ahogy az összes többi járat esetében (mai napig): az állomásra tartók a Csabai kapun haladtak, az onnan érkezők a Király, Szilágyi Dezső, Soltész Nagy Kálmán utcákon (főút). A vonal vége a miskolci Búza tér volt.

## Közlekedése
Pénteken, szombaton és vasárnap (amennyiben tanítási nap követte) közlekedett, naponta egy-egy párral. Miskolcról az egyik indítás a délelőtti órákban, a maradék délután, este, késő este robogta le kilométereit. A Borsod Volán Zrt. 2012. december 8. dátummal megszűntette a vonalat, de napjainkban is elérhető a főváros átszállás nélkül Borsodból, méghozzá több útvonalon.
| Útvonala                                        | Indításszáma | Közlekedése                   |
| ----------------------------------------------- | ------------ | ----------------------------- |
| Budapest, Stadion aut. pu. – Miskolc, aut. áll. | 1 pár        | pénteken                      |
| Budapest, Stadion aut. pu. – Miskolc, aut. áll. | 1 pár        | szombaton                     |
| Budapest, Stadion aut. pu. – Miskolc, aut. áll. | 1 pár        | vasárnap (tanítási nap előtt) |

## Megállóhelyei
| 0                                         | Budapest, Stadion autóbusz-pályaudvar végállomás | 0.0 km   | 95, 130, 195 396, 397, 398, 399, 400, 402, 410, 412, 414, 422, 424, 430, 432, 434, 435, 436, 437, 438, 439, 440, 441, 442, 485, 486 1020, 1021, 1024, 1031, 1032, 1034, 1037, 1039, 1040, 1045, 1046, 1049, 1050, 1051, 1052, 1054, 1057, 1060, 1061, 1063, 1067, 1068, 1069, 1070, 1071, 1075, 1076, 1077, 1078 75, 77, 80, 80A 1 |
| 1                                         | Mezőkövesd, autóbusz-állomás                     | 130.4 km | 1057, 1341, 1344, 1375, 1376, 1377, 1379, 1380, 1382, 1426, 1427, 1447, 1468 3146, 3418, 3419, 3421, 3749, 4001, 4005, 4006, 4007, 4008, 4010, 4013, 4014, 4015, 4016, 4017, 4018, 4023, 4026, 4027, 4030 |
| 2                                         | Bükkábrány, Thermoplasztika                      | 144.1 km | 1375, 1376, 1377, 1379, 1380, 1382, 1426, 1427 3749 |
| 3                                         | Vatta, híd                                       | 150.0 km | 1375, 1376, 1377, 1379, 1380, 1426, 1427 3747, 3748, 3749, 3750 |
| 4                                         | Emőd, ABC áruház                                 | 156.6 km | 1375, 1376, 1377, 1379, 1380, 1426, 1427 3747, 3748, 3749, 3750 |
| 5                                         | Nyékládháza, Szemere utca 53.                    | 163.2 km | 1369, 1370, 1372, 1375, 1376, 1376, 1377, 1379, 1380, 1427 3745, 3747, 3748, 3749, 3750 |
| 6                                         | Mályi, szövetkezeti bolt                         | 166.2 km | 1369, 1370, 1372, 1375, 1377, 1379, 1380 3739, 3741, 3742, 3743, 3744, 3745, 3747, 3748, 3749, 3750 |
| 7                                         | Miskolctapolcai elágazás                         | 174.2 km | 2, 4, 12, 14, 14Y, 20, 22, 30, 32, 34, 43, 44 1369, 1370, 1372, 1373, 1374, 1375, 1376, 1377, 1379, 1380, 1412 3739, 3740, 3741, 3742, 3743, 3744, 3745, 3747, 3748, 3749, 3750, 3751, 3752 |
| Csak a Budapest felől érkezők érintették. |                                                  |          | |
| 8                                         | Miskolc, SZTK rendelő                            | 175.1 km | 2, 12, 14, 14Y, 22, 30, 31, 34, 35R, 43, 44 1369, 1370, 1376, 1379, 1380, 1382 3739, 3740, 3741, 3742, 3743, 3744, 3745, 3747, 3748, 3749, 3750, 3751, 3752 |
| Csak a Miskolc felől érkezők érintették.  |                                                  |          | |
| ∫                                         | Miskolc, Lévay József utca                       | ∫        | 32 1369, 1370, 1376, 1379, 1380 3739, 3740, 3741, 3742, 3743, 3744, 3745, 3747, 3748, 3749, 3750, 3751, 3752 |
| 9                                         | Miskolc, Corvin utca                             | 176.2 km | 2, 12, 22, 28, 34, 35, 35R, 43, 44, Auchan 1 1369, 1370, 1372, 1376, 1379, 1380, 1382 3739, 3740, 3741, 3742, 3743, 3744, 3745, 3747, 3748, 3749, 3750, 3751, 3752 |
| ∫                                         | Miskolc, Vörösmarty út                           | ∫        | 21, 21B, 32, Auchan 1 1369, 1370, 1372, 1376, 1377, 1379, 1380 3739, 3740, 3741, 3742, 3743, 3744, 3745, 3747, 3748, 3749, 3750, 3751, 3752 |
| 10                                        | Miskolc, autóbusz-állomás végállomás             | 177.4 km | 1, 2, 3, 3A, 4, 7, 11, 14Y, 20, 24, 28, 32, 43, ME 1369, 1370, 1372, 1373, 1374, 1375, 1376, 1377, 1379, 1380, 1382, 1383, 1384, 1412 3700, 3701, 3702, 3703, 3704, 3705, 3706, 3707, 3708, 3709, 3710, 3711, 3712, 3715, 3716, 3717, 3718, 3719, 3720, 3721, 3722, 3723, 3724, 3726, 3727, 3728, 3729, 3730, 3731, 3733, 3734, 3735, 3736, 3737, 3738, 3739, 3740, 3741, 3742, 3743, 3744, 3745, 3746, 3747, 3748, 3749, 3750, 3751, 3752, 3754, 3755, 3757, 3760, 3761, 3765, 3768, 3769, 3770, 3774, 3775, 3776 |